# Elecciones para gobernador en Estados Unidos de 2023
Las elecciones para gobernador de Estados Unidos se llevaron a cabo el 7 de noviembre de 2023 en los estados de Kentucky, Luisiana y Misisipi. Las últimas elecciones regulares para gobernador de los tres estados tuvieron lugar en 2019.

## Kentucky
El gobernador Andy Beshear fue elegido en 2019 con el 49,2 % de los votos y se postula para la reelección para un segundo mandato. El fiscal general de Kentucky, Daniel Cameron, la exembajadora de Estados Unidos ante la ONU, Kelly Craft, el abogado jubilado Eric Deters, el auditor estatal de Kentucky, Mike Harmon, la representante estatal Savannah Maddox, y el comisionado de agricultura de Kentucky, Ryan Quarles, se postulan para la nominación republicana a gobernador.

## Luisiana
El gobernador John Bel Edwards fue reelegido para un segundo mandato en 2019 con el 51,3 % de los votos. Tendrá un mandato limitado por la Constitución de Luisiana en 2023 y, por lo tanto, no podrá buscar la reelección por un tercer mandato consecutivo. El fiscal general Jeff Landry y el vicegobernador Billy Nungesser se postulan para la nominación republicana a gobernador. Los posibles candidatos republicanos incluyen al representante de los Estados Unidos Garret Graves, la senadora estatal Sharon Hewitt, el tesorero John Schroder y el senador de los Estados Unidos John Neely Kennedy.

## Misisipi
El gobernador Tate Reeves fue elegido en 2019 con el 51,9 % de los votos. Es elegible para postularse para la reelección, pero aún no ha dicho si lo hará.